# Compsorhipis orientalis
Compsorhipis orientalis är en insektsart som beskrevs av Chogsomzhav 1989. Compsorhipis orientalis ingår i släktet Compsorhipis och familjen gräshoppor. Inga underarter finns listade i Catalogue of Life.